# Suzanne Wesse
Suzanne Wesse, née Vasseur, le 16 janvier 1914 à Calais et morte guillotinée, le 18 août 1942 dans la prison de Plötzensee à Berlin, est une résistante française en Allemagne pendant le Troisième Reich.

## Biographie
Wesse est la fille d'un employé de commerce et de femme, mère au foyer. Dans sa jeunesse, elle fréquente des écoles en Angleterre, en Espagne et à Berlin. En 1934, elle travaille dans une entreprise textile juive à Berlin, où elle rencontre l'ingénieur juif allemand Richard Wesse. Après un retour temporaire en France, ils se marient à Berlin en 1936. Leur fille, Katharina, naît l'année suivante en avril.
Wesse travaille comme traductrice indépendante pour divers magazines à Berlin jusqu'en 1937. Cette même année, elle rejoint le groupe Baum par le biais d'un cousin de son mari, Felix Heymann. Il s'agit d'un grand cercle d'amis et sympathisants communistes ou sionistes de gauche formé autour d'Herbert Baum.
Pendant la Seconde Guerre mondiale, elle participe à des actions de résistance avec le groupe organisé par Baum. Grâce à son emploi de secrétaire dans un bureau administratif, Wesse est responsable de la fabrication de matrices pour la reproduction d'affiches et de brochures de propagande contre le national-socialisme et la guerre. Comme elle est polyglotte, elle établit des contacts avec des prisonniers de guerre et des travailleurs forcés belges et français à Berlin et échange des informations et des imprimés illégaux avec eux. Elle visite son frère Auguste Vasseur détenu au Stalag III A près de Weckenwalde. Elle crée également de fausses pièces d'identité pour permettre aux membres du groupe Baum de vivre sous une fausse identité en cas d'urgence.
Le 18 mai 1942, Suzanne Wesse participe à un incendie organisé par le groupe Baum sur l'exposition de propagande antisoviétique « Le paradis soviétique » (Das Sowjet-Paradies) sur la place du Lustgarten à Berlin. Avec Baum, son épouse, Hans Arno Joachim, Sala Kochmann, Gerd Meyer et Irene Walter, elle visite l'exposition, cachant divers explosifs. Certaines parties de l'exposition sont détruites dans l'incendie qui en résulte, mais les pompiers contiennent rapidement l'incendie et l’éteignent. Les résistants s'échappent sains et saufs du pavillon d'exposition. En représailles de l'attentat, 500 juifs berlinois sont fusillés à la caserne de Lichterfelde West et à Sachsenhausen.
Le groupe Baum est démantelé par la Gestapo dans les jours qui suivent et Wesse et son mari sont arrêtés le 23 mai 1942. Alors que Richard Wesse est remis en liberté au bout de trois semaines, Suzanne Wesse est reconnue coupable d'implication dans l'attaque du 18 mai et inculpée devant le Tribunal spécial V pour crime de sédition (Wehrkraftzersetzung). Le 16 juillet 1942, elle est reconnue coupable et condamnée à mort. L'exécution du jugement a lieu le 18 août 1942 à la prison de Berlin-Plötzensee.
Richard Wesse est condamné à travailler pour le groupe Siemens jusqu'à la fin de la guerre. Sa fille fut placée chez une amie et survécut.

## Hommage
Une pierre commémorative, érigée derrière le bâtiment administratif et la salle de deuil du cimetière juif de Weißensee, commémore Wesse et les autres membres du groupe Baum.
Le 17 mai 2017, une plaque commémorative (Stolpersteine) est posée devant son ancien lieu de résidence à Leibnizstraße 72, Berlin-Charlottenbourg.